# Aziatisch kampioenschap voetbal onder 23 - 2016
Het Aziatisch kampioenschap voetbal onder 23 is de tweede editie van het Aziatisch kampioenschap voetbal onder 23 (begonnen als toernooi onder 22). Het toernooi begon op 12 januari 2016 en eindigde op 30 januari 2016. Op 30 januari werd de finale gespeeld, die ging tussen Japan en Zuid-Korea. Japan won met 3–2 en werd daarmee winnaar. Zuid-Korea plaatste zich door de tweede plek voor de Olympische Spelen. De troostfinale werd gewonnen door Irak. Zij wonnen van het gastland, Qatar, met 2–1. Alle wedstrijden werden in één stad gespeeld, Doha.
Dit toernooi is tevens het kwalificatietoernooi voor de Olympische spelen van 2016 in Brazilië. De nummers 1 tot en met 3 plaatsen zich voor dat toernooi.

## Kwalificatie
In totaal deden 43 landen mee aan het kwalificatietoernooi dat werd gehouden van 23 maart 2015 tot en met 20 mei 2015. De meeste poules werden gespeeld van 23 tot en 31 maart. De wedstrijden van groep B werden uitgesteld naar mei. Bhutan en Guam deden niet mee, evenals de Noordelijke Marianen. Hieronder een weergave van de eindstanden in de poule. 
Het land waar wedstrijden uit de poule werden afgewerkt staat een (t) achter. De wedstrijden in poule B zouden oorspronkelijk in Pakistan worden gehouden. Door de bomaanslagen in Lahore werden de wedstrijden uitgesteld en verplaatst naar het Tahnoun bin Mohammed Stadion in de Verenigde Arabische Emiraten. 
In de tien poules spelen alle landen 1 keer tegen elkaar. De poules A–E maken deel uit van de zone 'West'. De poules F–J maken deel uit van de zone 'Oost'. De winnaar uit iedere poule plaatst zich voor het eindtoernooi. Daarnaast plaatsen ook de vijf beste nummers 2 zich voor het eindtoernooi. Topscorer van de kwalificaties werd de Syrische speler Omar Khribin, hij maakte 6 doelpunten.

### Eindstanden
| Groep A | Groep B |

| Land      | Wed | Win | Gel | Ver | DV | DT | +/− | Pnt |
| --------- | --- | --- | --- | --- | -- | -- | --- | --- |
| Irak      | 4   | 3   | 1   | 0   | 14 | 4  | +11 | 10  |
| Oman (t)  | 4   | 2   | 2   | 0   | 12 | 3  | +9  | 8   |
| Bahrein   | 4   | 1   | 2   | 1   | 4  | 3  | +1  | 5   |
| Libanon   | 4   | 1   | 1   | 2   | 3  | 9  | −6  | 4   |
| Malediven | 4   | 0   | 0   | 4   | 2  | 17 | −15 | 0   |

| Land         | Wed            | Win            | Gel            | Ver            | DV             | DT             | +/−            | Pnt            |
| ------------ | -------------- | -------------- | -------------- | -------------- | -------------- | -------------- | -------------- | -------------- |
| Jordanië     | 3              | 2              | 1              | 0              | 12             | 3              | +9             | 7              |
| Koeweit      | 3              | 1              | 2              | 0              | 5              | 3              | +3             | 5              |
| Pakistan     | 3              | 1              | 0              | 2              | 3              | 8              | −5             | 3              |
| Kirgizië     | 3              | 0              | 1              | 2              | 1              | 7              | −6             | 1              |
| Turkmenistan | Teruggetrokken | Teruggetrokken | Teruggetrokken | Teruggetrokken | Teruggetrokken | Teruggetrokken | Teruggetrokken | Teruggetrokken |

| Groep C | Groep D |

| Land          | Wed | Win | Gel | Ver | DV | DT | +/− | Pnt |
| ------------- | --- | --- | --- | --- | -- | -- | --- | --- |
| Saoedi-Arabië | 4   | 3   | 1   | 0   | 9  | 1  | +8  | 10  |
| Iran (t)      | 4   | 3   | 0   | 1   | 15 | 2  | +13 | 9   |
| Palestina     | 4   | 2   | 0   | 2   | 6  | 4  | +2  | 6   |
| Afghanistan   | 4   | 1   | 1   | 2   | 2  | 8  | −6  | 4   |
| Nepal         | 4   | 0   | 0   | 4   | 0  | 17 | −17 | 0   |

| Land                   | Wed | Win | Gel | Ver | DV | DT | +/− | Pnt |
| ---------------------- | --- | --- | --- | --- | -- | -- | --- | --- |
| Arabische Emiraten (t) | 3   | 3   | 0   | 0   | 8  | 0  | +8  | 9   |
| Jemen                  | 3   | 2   | 0   | 1   | 7  | 2  | +5  | 6   |
| Tadzjikistan           | 3   | 1   | 0   | 2   | 6  | 6  | 0   | 3   |
| Sri Lanka              | 3   | 0   | 0   | 3   | 1  | 14 | −13 | 0   |

| Groep E | Groep F |

| Land           | Wed | Win | Gel | Ver | DV | DT | +/− | Pnt |
| -------------- | --- | --- | --- | --- | -- | -- | --- | --- |
| Syrië          | 3   | 3   | 0   | 0   | 10 | 1  | +9  | 9   |
| Oezbekistan    | 3   | 2   | 0   | 1   | 7  | 2  | +5  | 6   |
| India          | 3   | 0   | 1   | 2   | 0  | 6  | −6  | 1   |
| Bangladesh (t) | 3   | 0   | 1   | 2   | 0  | 8  | −8  | 1   |

| Land               | Wed | Win | Gel | Ver | DV | DT | +/− | Pnt |
| ------------------ | --- | --- | --- | --- | -- | -- | --- | --- |
| Australië          | 3   | 3   | 0   | 0   | 15 | 1  | +14 | 9   |
| Myanmar            | 3   | 2   | 0   | 1   | 6  | 6  | 0   | 6   |
| Chinees Taipei (t) | 3   | 1   | 0   | 2   | 3  | 8  | −5  | 3   |
| Hongkong           | 3   | 0   | 0   | 3   | 2  | 11 | −9  | 0   |

| Groep G | Groep H |

| Land         | Wed | Win | Gel | Ver | DV | DT | +/− | Pnt |
| ------------ | --- | --- | --- | --- | -- | -- | --- | --- |
| Noord-Korea  | 3   | 2   | 1   | 0   | 8  | 1  | +7  | 7   |
| Thailand (t) | 3   | 2   | 1   | 0   | 7  | 2  | +5  | 7   |
| Cambodja     | 3   | 1   | 0   | 2   | 5  | 7  | −2  | 3   |
| Filipijnen   | 3   | 0   | 0   | 3   | 2  | 12 | −10 | 0   |

| Land          | Wed | Win | Gel | Ver | DV | DT | +/− | Pnt |
| ------------- | --- | --- | --- | --- | -- | -- | --- | --- |
| Zuid-Korea    | 3   | 3   | 0   | 0   | 12 | 0  | +12 | 9   |
| Indonesië (t) | 3   | 2   | 0   | 1   | 7  | 4  | +3  | 6   |
| Oost-Timor    | 3   | 1   | 0   | 2   | 3  | 8  | −5  | 3   |
| Brunei        | 3   | 0   | 0   | 3   | 0  | 10 | −10 | 0   |

| Groep I | Groep J |

| Land         | Wed | Win | Gel | Ver | DV | DT | +/− | Pnt |
| ------------ | --- | --- | --- | --- | -- | -- | --- | --- |
| Japan        | 3   | 3   | 0   | 0   | 10 | 0  | 10  | 9   |
| Vietnam      | 3   | 2   | 0   | 1   | 9  | 3  | +6  | 6   |
| Maleisië (t) | 3   | 1   | 0   | 2   | 3  | 3  | 0   | 3   |
| Macau        | 3   | 0   | 0   | 3   | 0  | 16 | −16 | 0   |

| Land      | Wed | Win | Gel | Ver | DV | DT | +/− | Pnt |
| --------- | --- | --- | --- | --- | -- | -- | --- | --- |
| China     | 3   | 3   | 0   | 0   | 13 | 0  | +13 | 9   |
| Laos (t)  | 3   | 1   | 1   | 1   | 7  | 3  | +4  | 4   |
| Singapore | 3   | 0   | 2   | 1   | 2  | 7  | −5  | 2   |
| Mongolië  | 3   | 0   | 1   | 2   | 2  | 14 | −12 | 0   |

(t) = thuisland

### Gekwalificeerd landen
| Land                         | Kwalificatie | Aantal dln. (incl. 2016) | Beste prestatie | Land        | Kwalificatie | Aantal dln. (incl. 2016) | Beste prestatie |
| ---------------------------- | ------------ | ------------------------ | --------------- | ----------- | ------------ | ------------------------ | --------------- |
| Qatar                        | Gastland     | 1e                       | Debuut          | Oezbekistan | 2e groep E   | 2e                       | Groepsfase      |
| Irak                         | 1e groep A   | 2e                       | Kampioen (2014) | Australië   | 1e groep F   | 2e                       | Kwartfinale     |
| Jordanië                     | 1e groep B   | 2e                       | Derde           | Noord-Korea | 1e groep G   | 2e                       | Groepsfase      |
| Saoedi-Arabië                | 1e groep C   | 2e                       | Tweede          | Thailand    | 2e groep G   | 1e                       | Debuut          |
| Iran                         | 2e groep C   | 2e                       | Groepsfase      | Zuid-Korea  | 1e groep H   | 2e                       | Vierde          |
| Verenigde Arabische Emiraten | 1e groep D   | 2e                       | Kwartfinale     | Japan       | 1e groep I   | 2e                       | Kwartfinale     |
| Jemen                        | 2e groep D   | 2e                       | Groepsfase      | Vietnam     | 2e groep I   | 1e                       | Debuut          |
| Syrië                        | 1e groep E   | 2e                       | Kwartfinale     | China       | 1e groep J   | 2e                       | Kwartfinale     |

## Stadions
| Doha                                      | Doha                               | · Doha |
| ----------------------------------------- | ---------------------------------- | ------ |
| Jassim Bin Hamadstadion (Al-Sadd)         | Grand Hamadstadion (Al-Arabi)      | · Doha |
| Capaciteit: 15.000                        | Capaciteit: 18.000                 | · Doha |
|                                           |                                    | · Doha |
| Abdullah bin Khalifastadion (Lekhwiya SC) | Suheim Bin Hamadstadion (Qatar SC) | · Doha |
| Capaciteit: 12.000                        | Capaciteit: 15.000                 | · Doha |

## Scheidsrechters
Scheidsrechters
- Chris Beath (Australië)
- Ma Ning (China)
- Alireza Faghani (Iran)
- Ali Sabah (Irak)
- Ryuji Sato (Japan)

- Adham Makhadmeh (Jordanië)
- Kim Jong-hyeok (Zuid-Korea)
- Mohd Amirul Izwan Yaacob (Maleisië)
- Ahmed Al-Kaf (Oman)
- Mohammed Abdulla Hassan Mohamed (V.A.E)

- Fahad Al-Mirdasi (Saoedi-Arabië)
- Dmitriy Mashentsev (Kirgizië)
- Abdulrahman Al-Jassim (Qatar)
- Hettikamkanamge Perera (Sri Lanka)
- Ilgiz Tantashev (Oezbekistan)

Assistent scheidsrechters
- Nawaf Moosa   (Bahrein)
- Wang Dexin  (China)
- Reza Sokhandan  (Iran)
- Haruhiro Otsuka  (Japan)
- Ahmed Al Roalle  (Jordanië)
- Yoon Kwang-yeol  (Zuid-Korea)

- Mohd Yusri Mohamad (Maleisië)
- Abu Bakar Al-Amri (Oman)
- Taleb Al-Marri (Qatar)
- Saud Al-Maqaleh (Qatar)
- Mohammed Al Abakry (Saoedi-Arabië)
- Abdullah Al-Shalawi (Saoedi-Arabië)

- Ismailzhan Talipzhanov (Kirgizië)
- D.G.P Parakkrama Hemathunga (Sri Lanka)
- Yu Hsu Min (Taiwan)
- Mohamed Al-Hammadi (V.A.E.)
- Hasan Al-Mahri (V.A.E.)
- Jakhongir Saidov (Oezbekistan)

## Groepsfase

### Groep A
| Pos | Land  | Wed | Win | Gel | Ver | DV | DT | +/− | Pnt |
| --- | ----- | --- | --- | --- | --- | -- | -- | --- | --- |
| 1   | Qatar | 3   | 3   | 0   | 0   | 9  | 4  | +5  | 9   |
| 2   | Iran  | 3   | 2   | 0   | 1   | 6  | 4  | +2  | 6   |
| 3   | Syrië | 3   | 1   | 0   | 2   | 5  | 7  | –2  | 3   |
| 4   | China | 3   | 0   | 0   | 3   | 4  | 9  | –5  | 0   |

|                               |       |                                               |      |                                                                               |
| 12 januari 2016 16:30 (UTC+3) | Syrië | 0 – 2                                         | Iran | Jassim Bin Hamadstadion, Doha Toeschouwers: 1.133 Scheidsrechter: Chris Beath |
| 12 januari 2016 16:30 (UTC+3) |       | Amir Arsalan Motahari 64' Milad Mohammadi 72' |      | Jassim Bin Hamadstadion, Doha Toeschouwers: 1.133 Scheidsrechter: Chris Beath |

|                               |                                                |       |                  |                                                                                      |
| 12 januari 2016 19:30 (UTC+3) | Qatar                                          | 3 – 1 | China            | Abdullah bin Khalifastadion, Doha Toeschouwers: 6.340 Scheidsrechter: Kim Jong-hyeok |
| 12 januari 2016 19:30 (UTC+3) | Abdelkarim Hassan 65', 72' Ahmed Alaaeldin 82' |       | Liao Lisheng 43' | Abdullah bin Khalifastadion, Doha Toeschouwers: 6.340 Scheidsrechter: Kim Jong-hyeok |

|                               |                  |       |                                                   |                                                                                              |
| 15 januari 2016 16:30 (UTC+3) | China            | 1 – 3 | Syrië                                             | Abdullah bin Khalifastadion, Doha Toeschouwers: 1.205 Scheidsrechter: Hettikamkanamge Perera |
| 15 januari 2016 16:30 (UTC+3) | Liao Lisheng 21' |       | Omar Khribin 43' (pen.), 53' Mahmoud Al Baher 83' | Abdullah bin Khalifastadion, Doha Toeschouwers: 1.205 Scheidsrechter: Hettikamkanamge Perera |

|                               |                  |       |                                           |                                                                                             |
| 15 januari 2016 19:30 (UTC+3) | Iran             | 1 – 2 | Qatar                                     | Jassim Bin Hamadstadion, Doha Toeschouwers: 11.026 Scheidsrechter: Mohd Amirul Izwan Yaacob |
| 15 januari 2016 19:30 (UTC+3) | Ali Karimi 90+1' |       | Ahmed Alaaeldin 35' Abdelkarim Hassan 56' | Jassim Bin Hamadstadion, Doha Toeschouwers: 11.026 Scheidsrechter: Mohd Amirul Izwan Yaacob |

|                               |                                                               |       |                                         |                                                                                |
| 18 januari 2016 19:30 (UTC+3) | Qatar                                                         | 4 – 2 | Syrië                                   | Jassim Bin Hamadstadion, Doha Toeschouwers: 9.255 Scheidsrechter: Ahmed Al-Kaf |
| 18 januari 2016 19:30 (UTC+3) | Abdelkarim Hassan 10' Ahmed Alaaeldin 24', 82' Almoez Ali 28' |       | Yousef Kalfa 4' Omar Khribin 81' (pen.) | Jassim Bin Hamadstadion, Doha Toeschouwers: 9.255 Scheidsrechter: Ahmed Al-Kaf |

|                               |                                                               |       |                                         |                                                                                     |
| 18 januari 2016 19:30 (UTC+3) | Iran                                                          | 3 – 2 | China                                   | Abdullah bin Khalifastadion, Doha Toeschouwers: 802 Scheidsrechter: Ilgiz Tantashev |
| 18 januari 2016 19:30 (UTC+3) | Amir Arsalan Motahari 38' Ehsan Pahlavan 40' Mehdi Torabi 48' |       | Chang Feiya 40' Liao Lisheng 70' (pen.) | Abdullah bin Khalifastadion, Doha Toeschouwers: 802 Scheidsrechter: Ilgiz Tantashev |

### Groep B
| Pos | Land          | Wed | Win | Gel | Ver | DV | DT | +/− | Pnt |
| --- | ------------- | --- | --- | --- | --- | -- | -- | --- | --- |
| 1   | Japan         | 3   | 3   | 0   | 0   | 7  | 1  | +6  | 9   |
| 2   | Noord-Korea   | 3   | 0   | 2   | 1   | 5  | 6  | –1  | 2   |
| 3   | Saoedi-Arabië | 3   | 0   | 2   | 1   | 5  | 6  | –1  | 2   |
| 4   | Thailand      | 3   | 0   | 2   | 1   | 3  | 7  | –4  | 2   |

|                               |                  |       |             |                                                                              |
| 13 januari 2016 16:30 (UTC+3) | Japan            | 1 – 0 | Noord-Korea | Grand Hamadstadion, Doha Toeschouwers: 1.531 Scheidsrechter: Alireza Faghani |
| 13 januari 2016 16:30 (UTC+3) | Naomichi Ueda 5' |       |             | Grand Hamadstadion, Doha Toeschouwers: 1.531 Scheidsrechter: Alireza Faghani |

|                               |                        |       |                   |                                                                                              |
| 13 januari 2016 19:30 (UTC+3) | Saoedi-Arabië          | 1 – 1 | Thailand          | Grand Hamadstadion, Doha Toeschouwers: 1.531 Scheidsrechter: Mohammed Abdulla Hassan Mohamed |
| 13 januari 2016 19:30 (UTC+3) | Mohammed Al-Saiari 71' |       | Pinyo Inpinit 84' | Grand Hamadstadion, Doha Toeschouwers: 1.531 Scheidsrechter: Mohammed Abdulla Hassan Mohamed |

|                               |          |                                                                |       |                                                                              |
| 16 januari 2016 16:30 (UTC+3) | Thailand | 0 – 4                                                          | Japan | Grand Hamadstadion, Doha Toeschouwers: 1.674 Scheidsrechter: Ilgiz Tantashev |
| 16 januari 2016 16:30 (UTC+3) |          | Musashi Suzuki 27' Shinya Yajima 49' Yuya Kubo 75', 84' (pen.) |       | Grand Hamadstadion, Doha Toeschouwers: 1.674 Scheidsrechter: Ilgiz Tantashev |

|                               |                                                    |       |                                                                   |                                                                              |
| 16 januari 2016 19:30 (UTC+3) | Noord-Korea                                        | 3 – 3 | Saoedi-Arabië                                                     | Grand Hamadstadion, Doha Toeschouwers: 1.674 Scheidsrechter: Adham Makhadmeh |
| 16 januari 2016 19:30 (UTC+3) | Kim Yong-il 27' Yun Il-gwang 52' Jang Kuk-chol 85' |       | Mohamed Kanno 40' Fahad Al-Muwallad 62' Abdulrahman Al-Ghamdi 69' | Grand Hamadstadion, Doha Toeschouwers: 1.674 Scheidsrechter: Adham Makhadmeh |

|                               |                          |       |                                      |                                                                                                 |
| 19 januari 2016 16:30 (UTC+3) | Saoedi-Arabië            | 1 – 2 | Japan                                | Suheim Bin Hamadstadion, Doha Toeschouwers: 807 Scheidsrechter: Mohammed Abdulla Hassan Mohamed |
| 19 januari 2016 16:30 (UTC+3) | Abdullah Madu 57' (pen.) |       | Ryota Oshima 32' Yōsuke Ideguchi 53' | Suheim Bin Hamadstadion, Doha Toeschouwers: 807 Scheidsrechter: Mohammed Abdulla Hassan Mohamed |

|                               |                                                      |       |                                                      |                                                                                       |
| 19 januari 2016 16:30 (UTC+3) | Noord-Korea                                          | 2 – 2 | Thailand                                             | Grand Hamadstadion, Doha Toeschouwers: 1.086 Scheidsrechter: Mohd Amirul Izwan Yaacob |
| 19 januari 2016 16:30 (UTC+3) | Kim Yong-il 17' Thossawat Limwannasathian 45' (e.d.) |       | Narubadin Weerawatnodom 30' Chanathip Songkrasin 78' | Grand Hamadstadion, Doha Toeschouwers: 1.086 Scheidsrechter: Mohd Amirul Izwan Yaacob |

### Groep C
| Pos | Land        | Wed | Win | Gel | Ver | DV | DT | +/− | Pnt |
| --- | ----------- | --- | --- | --- | --- | -- | -- | --- | --- |
| 1   | Zuid-Korea  | 3   | 2   | 1   | 0   | 8  | 2  | +6  | 7   |
| 2   | Irak        | 3   | 2   | 1   | 0   | 6  | 3  | +3  | 7   |
| 3   | Oezbekistan | 3   | 1   | 0   | 2   | 6  | 6  | 0   | 3   |
| 4   | Jemen       | 3   | 0   | 0   | 3   | 1  | 10 | –9  | 0   |

|                               |                                        |       |       |                                                                            |
| 13 januari 2016 16:30 (UTC+3) | Irak                                   | 2 – 0 | Jemen | Suheim Bin Hamadstadion, Doha Toeschouwers: 803 Scheidsrechter: Ryuji Sato |
| 13 januari 2016 16:30 (UTC+3) | Ali Faez Atia 36' (pen.) Ali Hosni 39' |       |       | Suheim Bin Hamadstadion, Doha Toeschouwers: 803 Scheidsrechter: Ryuji Sato |

|                               |                                |       |                         |                                                                                  |
| 13 januari 2016 19:30 (UTC+3) | Zuid-Korea                     | 2 – 1 | Oezbekistan             | Suheim Bin Hamadstadion, Doha Toeschouwers: 803 Scheidsrechter: Fahad Al-Mirdasi |
| 13 januari 2016 19:30 (UTC+3) | Moon Chang-jin 20' (pen.), 48' |       | Dostonbek Khamdamov 57' | Suheim Bin Hamadstadion, Doha Toeschouwers: 803 Scheidsrechter: Fahad Al-Mirdasi |

|                               |       |                                                                   |            |                                                                                    |
| 16 januari 2016 16:30 (UTC+3) | Jemen | 0 – 5                                                             | Zuid-Korea | Suheim Bin Hamadstadion, Doha Toeschouwers: 686 Scheidsrechter: Dmitriy Mashentsev |
| 16 januari 2016 16:30 (UTC+3) |       | Kwon Chang-hoon 14', 31', 41' Ryu Seung-woo 72' Kim Seung-jun 76' |            | Suheim Bin Hamadstadion, Doha Toeschouwers: 686 Scheidsrechter: Dmitriy Mashentsev |

|                               |                                           |       |                                                  |                                                                              |
| 16 januari 2016 19:30 (UTC+3) | Oezbekistan                               | 2 – 3 | Irak                                             | Suheim Bin Hamadstadion, Doha Toeschouwers: 686 Scheidsrechter: Ahmed Al-Kaf |
| 16 januari 2016 19:30 (UTC+3) | Dostonbek Khamdamov 1' Timur Khakimov 79' |       | Amjad Attwan 38' Mahdi Kamel 43' Humam Tariq 84' | Suheim Bin Hamadstadion, Doha Toeschouwers: 686 Scheidsrechter: Ahmed Al-Kaf |

|                               |                    |       |              |                                                                                    |
| 19 januari 2016 19:30 (UTC+3) | Irak               | 1 – 1 | Zuid-Korea   | Grand Hamadstadion, Doha Toeschouwers: 1.086 Scheidsrechter: Abdulrahman Al-Jassim |
| 19 januari 2016 19:30 (UTC+3) | Amjad Waleed 90+2' |       | Kim Hyun 22' | Grand Hamadstadion, Doha Toeschouwers: 1.086 Scheidsrechter: Abdulrahman Al-Jassim |

|                               |                                                                    |       |                     |                                                                         |
| 19 januari 2016 19:30 (UTC+3) | Oezbekistan                                                        | 3 – 1 | Jemen               | Suheim Bin Hamadstadion, Doha Toeschouwers: 227 Scheidsrechter: Ma Ning |
| 19 januari 2016 19:30 (UTC+3) | Javokhir Sokhibov 18' Igor Sergeev 68' Jaloliddin Masharipov 90+3' |       | Ahmed Al-Sarori 82' | Suheim Bin Hamadstadion, Doha Toeschouwers: 227 Scheidsrechter: Ma Ning |

### Groep D
| Pos | Land               | Wed | Win | Gel | Ver | DV | DT | +/− | Pnt |
| --- | ------------------ | --- | --- | --- | --- | -- | -- | --- | --- |
| 1   | Arabische Emiraten | 3   | 2   | 1   | 0   | 4  | 2  | +2  | 7   |
| 2   | Jordanië           | 3   | 1   | 2   | 0   | 3  | 1  | +2  | 5   |
| 3   | Australië          | 3   | 1   | 1   | 1   | 2  | 1  | +1  | 4   |
| 4   | Vietnam            | 3   | 0   | 0   | 3   | 3  | 8  | –5  | 0   |

|                               |                                            |       |                 |                                                                           |
| 14 januari 2016 16:30 (UTC+3) | Jordanië                                   | 3 – 1 | Vietnam         | Suheim Bin Hamadstadion, Doha Toeschouwers: 1.392 Scheidsrechter: Ma Ning |
| 14 januari 2016 16:30 (UTC+3) | Baha' Faisal 38', 72' Omar Al-Manasrah 68' |       | Đỗ Duy Mạnh 87' | Suheim Bin Hamadstadion, Doha Toeschouwers: 1.392 Scheidsrechter: Ma Ning |

|                               |           |                                 |                              |                                                                                  |
| 14 januari 2016 19:30 (UTC+3) | Australië | 0 – 1                           | Verenigde Arabische Emiraten | Grand Hamadstadion, Doha Toeschouwers: 307 Scheidsrechter: Abdulrahman Al-Jassim |
| 14 januari 2016 19:30 (UTC+3) |           | Giancarlo Gallifuoco 86' (e.d.) |                              | Grand Hamadstadion, Doha Toeschouwers: 307 Scheidsrechter: Abdulrahman Al-Jassim |

|                               |         |                                      |           |                                                                      |
| 17 januari 2016 16:30 (UTC+3) | Vietnam | 0 – 2                                | Australië | Grand Hamadstadion, Doha Toeschouwers: 539 Scheidsrechter: Ali Sabah |
| 17 januari 2016 16:30 (UTC+3) |         | James Donachie 2' Jamie Maclaren 61' |           | Grand Hamadstadion, Doha Toeschouwers: 539 Scheidsrechter: Ali Sabah |

|                               |                              |       |          |                                                                                  |
| 17 januari 2016 19:30 (UTC+3) | Verenigde Arabische Emiraten | 0 – 0 | Jordanië | Suheim Bin Hamadstadion, Doha Toeschouwers: 1.752 Scheidsrechter: Kim Jong-hyeok |
| 17 januari 2016 19:30 (UTC+3) |                              |       |          | Suheim Bin Hamadstadion, Doha Toeschouwers: 1.752 Scheidsrechter: Kim Jong-hyeok |

|                               |          |       |           |                                                                              |
| 19 januari 2016 19:30 (UTC+3) | Jordanië | 0 – 0 | Australië | Suheim Bin Hamadstadion, Doha Toeschouwers: 2.338 Scheidsrechter: Ryuji Sato |
| 19 januari 2016 19:30 (UTC+3) |          |       |           | Suheim Bin Hamadstadion, Doha Toeschouwers: 2.338 Scheidsrechter: Ryuji Sato |

|                               |                                                                           |       |                                                   |                                                                             |
| 20 januari 2016 19:30 (UTC+3) | Verenigde Arabische Emiraten                                              | 3 – 2 | Vietnam                                           | Grand Hamadstadion, Doha Toeschouwers: 623 Scheidsrechter: Fahad Al-Mirdasi |
| 20 januari 2016 19:30 (UTC+3) | Phạm Hoàng Lâm 65' (e.d.) Mohamed Al-Akbari 74' Ahmed Al Attas 78' (pen.) |       | Nguyễn Công Phượng 24' (pen.) Nguyễn Tuấn Anh 68' | Grand Hamadstadion, Doha Toeschouwers: 623 Scheidsrechter: Fahad Al-Mirdasi |

## Knock-outfase
|  | kwartfinale        | kwartfinale       |                   |   | halve finale      | halve finale      |   |  | finale | finale |
|  |                    |                   |                   |   |                   |                   |   |  |        |        |
|  | 22 januari – Doha  |                   |                   |   |                   |                   |   |  |        |        |
|  |                    |                   |                   |   |                   |                   |   |  |        |        |
|  | Japan              | 3                 |                   |   |                   |                   |   |  |        |        |
|  | Japan              | 3                 | 26 januari – Doha |   |                   |                   |   |  |        |        |
|  | Iran               | 0                 |                   |   |                   |                   |   |  |        |        |
|  | Iran               | 0                 | Japan             | 2 |                   |                   |   |  |        |        |
|  | 22 januari – Doha  |                   | Japan             | 2 |                   |                   |   |  |        |        |
|  |                    | Irak              | 1                 |   |                   |                   |   |  |        |        |
|  | Arabische Emiraten | Irak              | 1                 | 1 |                   |                   |   |  |        |        |
|  | Arabische Emiraten |                   | 30 januari – Doha | 1 |                   |                   |   |  |        |        |
|  | Irak               | 3                 |                   |   |                   |                   |   |  |        |        |
|  | Irak               | 3                 | Japan             | 3 |                   |                   |   |  |        |        |
|  | 23 januari – Doha  |                   | Japan             | 3 |                   |                   |   |  |        |        |
|  |                    | Zuid-Korea        | 2                 |   |                   |                   |   |  |        |        |
|  | Qatar              | Zuid-Korea        | 2                 | 2 |                   |                   |   |  |        |        |
|  | Qatar              | 26 januari – Doha |                   | 2 |                   |                   |   |  |        |        |
|  | Noord-Korea        | 1                 |                   |   |                   |                   |   |  |        |        |
|  | Noord-Korea        | 1                 | Qatar             | 1 | derde plaats      | derde plaats      |   |  |        |        |
|  | 23 januari – Doha  |                   | Qatar             | 1 | derde plaats      | derde plaats      |   |  |        |        |
|  |                    | Zuid-Korea        | 3                 |   | 29 januari – Doha | 29 januari – Doha |   |  |        |        |
|  | Zuid-Korea         | Zuid-Korea        | 3                 | 1 | 29 januari – Doha | 29 januari – Doha |   |  |        |        |
|  | Zuid-Korea         |                   |                   |   |                   | Qatar             | 1 |  |        |        |
|  | Jordanië           | 0                 |                   |   |                   | Qatar             | 1 |  |        |        |
|  | Jordanië           | 0                 | Irak              | 2 |                   |                   |   |  |        |        |
|  |                    |                   | Irak              | 2 |                   |                   |   |  |        |        |

### Kwartfinale
|                               |                                             |              |      |                                                                                              |
| 22 januari 2016 16:30 (UTC+3) | Japan                                       | 3 – 0 (n.v.) | Iran | Abdullah bin Khalifastadion, Doha Toeschouwers: 1.703 Scheidsrechter: Hettikamkanamge Perera |
| 22 januari 2016 16:30 (UTC+3) | Yuta Toyokawa 95' Shoya Nakajima 108', 110' |              |      | Abdullah bin Khalifastadion, Doha Toeschouwers: 1.703 Scheidsrechter: Hettikamkanamge Perera |

|                               |                                        |                     |                    |                                                                                   |
| 22 januari 2016 19:30 (UTC+3) | Qatar                                  | 2 – 1 (n.v.)</small | Noord-Korea        | Jassim Bin Hamadstadion, Doha Toeschouwers: 9.702 Scheidsrechter: Ilgiz Tantashev |
| 22 januari 2016 19:30 (UTC+3) | Akram Afif 6' (pen.) Ali Assadalla 92' |                     | So Kyong-jin 90+1' | Jassim Bin Hamadstadion, Doha Toeschouwers: 9.702 Scheidsrechter: Ilgiz Tantashev |

|                               |                    |       |          |                                                                                   |
| 23 januari 2016 16:30 (UTC+3) | Zuid-Korea         | 1 – 0 | Jordanië | Suheim Bin Hamadstadion, Doha Toeschouwers: 3.126 Scheidsrechter: Alireza Faghani |
| 23 januari 2016 16:30 (UTC+3) | Moon Chang-jin 23' |       |          | Suheim Bin Hamadstadion, Doha Toeschouwers: 3.126 Scheidsrechter: Alireza Faghani |

|                               |                              |              |                                                              |                                                                          |
| 23 januari 2016 19:30 (UTC+3) | Verenigde Arabische Emiraten | 1 – 3 (n.v.) | Irak                                                         | Grand Hamadstadion, Doha Toeschouwers: 1.030 Scheidsrechter: Chris Beath |
| 23 januari 2016 19:30 (UTC+3) | Alaa Ali Mhawi 75' (e.d.)    |              | Ali Hosni 77' Mohannad Abdul-Raheem 103' Amjad Attwan 120+3' | Grand Hamadstadion, Doha Toeschouwers: 1.030 Scheidsrechter: Chris Beath |

### Halve finales
|                               |                                   |       |                |                                                                                                |
| 26 januari 2016 16:30 (UTC+3) | Japan                             | 2 – 1 | Irak           | Abdullah bin Khalifastadion, Doha Toeschouwers: 1.489 Scheidsrechter: Mohd Amirul Izwan Yaacob |
| 26 januari 2016 16:30 (UTC+3) | Yuya Kubo 26' Riki Harakawa 90+3' |       | Saad Natiq 43' | Abdullah bin Khalifastadion, Doha Toeschouwers: 1.489 Scheidsrechter: Mohd Amirul Izwan Yaacob |

|                               |                     |       |                                                            |                                                                                           |
| 26 januari 2016 19:30 (UTC+3) | Qatar               | 1 – 3 | Zuid-Korea                                                 | Jassim Bin Hamadstadion, Doha Toeschouwers: 11.840 Scheidsrechter: Hettikamkanamge Perera |
| 26 januari 2016 19:30 (UTC+3) | Ahmed Alaaeldin 79' |       | Ryu Seung-woo 48' Kwon Chang-hoon 89' Moon Chang-jin 90+5' | Jassim Bin Hamadstadion, Doha Toeschouwers: 11.840 Scheidsrechter: Hettikamkanamge Perera |

### Troostfinale
|                               |                     |              |                                              |                                                                                 |
| 29 januari 2016 17:45 (UTC+3) | Qatar               | 1 – 2 (n.v.) | Irak                                         | Jassim Bin Hamadstadion, Doha Toeschouwers: 10.049 Scheidsrechter: Ahmed Al-Kaf |
| 29 januari 2016 17:45 (UTC+3) | Ahmed Alaaeldin 27' |              | Mohannad Abdul-Raheem 86' Ayman Hussein 109' | Jassim Bin Hamadstadion, Doha Toeschouwers: 10.049 Scheidsrechter: Ahmed Al-Kaf |

### Finale
|                               |                                      |       |                                         |                                                                                             |
| 30 januari 2016 17:45 (UTC+3) | Zuid-Korea                           | 2 – 3 | Japan                                   | Abdullah bin Khalifastadion, Doha Toeschouwers: 5.394 Scheidsrechter: Abdulrahman Al-Jassim |
| 30 januari 2016 17:45 (UTC+3) | Kwon Chang-hoon 20' Jin Seong-uk 47' |       | Takuma Asano 66', 81' Shinya Yajima 68' | Abdullah bin Khalifastadion, Doha Toeschouwers: 5.394 Scheidsrechter: Abdulrahman Al-Jassim |

| Aziatisch kampioenschap voetbal onder 23 – 2016 Winnaar 2016 |
| ------------------------------------------------------------ |
| JAPAN 1ste titel                                             |

Japan, Zuid-Korea en Irak plaatsen zich voor de Olympische Spelen.

## Doelpuntenmakers
6 doelpunten
- Ahmed Alaaeldin

5 doelpunten
- Kwon Chang-hoon

4 doelpunten
- Abdelkarim Hassan
- Moon Chang-jin

3 doelpunten
- Liao Lisheng
- Yuya Kubo
- Omar Khribin

2 goals
- Amir Arsalan Motahari
- Amjad Attwan
- Ali Hosni
- Mohannad Abdul-Raheem

- Takuma Asano
- Shoya Nakajima
- Shinya Yajima
- Baha' Faisal

- Kim Yong-il
- Ryu Seung-woo
- Dostonbek Khamdamov

1 doelpunt
- James Donachie
- Jamie Maclaren
- Chang Feiya
- Ali Karimi
- Milad Mohammadi
- Ehsan Pahlavan
- Mehdi Torabi
- Amjad Waleed
- Ali Faez Atia
- Ayman Hussein
- Mahdi Kamel
- Humam Tariq
- Saad Natiq
- Riki Harakawa
- Yōsuke Ideguchi
- Ryota Oshima
- Musashi Suzuki

- Yuta Toyokawa
- Naomichi Ueda
- Omar Al-Manasrah
- Jang Kuk-chol
- So Kyong-jin
- Yun Il-gwang
- Kim Hyun
- Kim Seung-jun
- Jin Seong-uk
- Akram Afif
- Almoez Ali
- Ali Assadalla
- Abdulrahman Al-Ghamdi
- Fahad Al-Muwallad
- Mohammed Al-Saiari
- Mohamed Kanno

- Abdullah Madu
- Yousef Kalfa
- Mahmoud Al Baher
- Pinyo Inpinit
- Narubadin Weerawatnodom
- Chanathip Songkrasin
- Mohamed Al-Akbari
- Ahmed Al Attas
- Timur Khakimov
- Jaloliddin Masharipov
- Igor Sergeev
- Javokhir Sokhibov
- Đỗ Duy Mạnh
- Nguyễn Công Phượng
- Nguyễn Tuấn Anh
- Ahmed Al-Sarori

Eigen doelpunt
- Giancarlo Gallifuoco (Tegen de Verenigde Arabische Emiraten)
- Alaa Ali Mhawi (Tegen de Verenigde Arabische Emiraten)
- Thossawat Limwannasathian (Tegen de Noord-Korea)
- Phạm Hoàng Lâm (Tegen de Verenigde Arabische Emiraten)

Onder 22: 2014
Onder 23: 2016 · 2018 · 2020

Jeugdtoernooi AFC mannen: onder 19 · onder 17

Jeugdtoernooi AFC vrouwen: onder 16 · onder 19